# Moniot d'Arras
Moniot d'Arras (fl. 1225 circa) è stato un compositore e poeta francese nel solco della tradizione troviera.
Era un monaco dell'abbazia di Arras nella Francia settentrionale; la zona era a quel tempo un centro dell'attività troviera, e  tra i suoi contemporanei ci sono Adam de la Halle e Colin Muset. Le sue canzoni erano tutte monofoniche nella tradizione del romanzo pastorale e dell'amor cortese; scrisse inoltre canzoni religiose. Delle sue composizioni ci sono pervenute circa quindici canzoni secolari e due religiose; la sua canzone più famosa è Ce fut en mai.

## Opere
- Chanson de Rencontre (nota come Ce fut en mai)